# Polynoe sleatensis
Polynoe sleatensis är en ringmaskart som beskrevs av Ernst Ferdinand Nolte 1936. Polynoe sleatensis ingår i släktet Polynoe och familjen Polynoidae. Inga underarter finns listade i Catalogue of Life.